# Eiravedra (Paderne de Allariz)
Eiravedra es un lugar situado en la parroquia de Mourisco, del municipio español de Paderne de Allariz, en la provincia de Orense, Galicia.

## Demografía
| Gráfica de evolución demográfica de Eiravedra entre 2000 y 2023 |
|                                                                 |
| Datos según el nomenclátor publicado por el INE.                |

## Patrimonio
Entre sus monumentos destacan los numerosos hórreos, un horno antiguo de elaboración de pan, la aira lugar donde se realizaba la malla para obtener los granos de centeno y trigo. 
Esta aldea es atravesada por numerosos senderos, y es zona de paso en la peregrinación al santuario de Nuestra Señora de los Milagros.